# Jozef Valovič
Jozef Valovič (* 9. dubna 1952) je slovenský fotbalový trenér a funkcionář.

## Trenérská kariéra
V nejvyšší soutěži trénoval ŠK Slovan Bratislava a 1. FC Košice.